# United Mutation
United Mutation war eine Hardcore-Band der 1980er-Jahre aus Fairfax in der Washington Metropolitan Area, die zur ersten Welle des D.C. Hardcore gehörten.

## Geschichte
Im Frühjahr 1981 wurde in Fairfax eine Schülerband namens „Dark Self Image“ gegründet. Nach einigen umzugsbedingten Wechseln fand sich ein Line-up aus John Harding, den Brüdern John und Jay Fox und Sean Sumner, die Weihnachten 1981 ihr erstes Konzert bestritten. Im Juli 1982 nahm die Band in den Inner Ear Studios in Arlington ein erstes Demo auf. Noch im gleichen Jahr gab es weitere Besetzungswechsel, die im Oktober 1982 in einen Namenswechsel hin zu United Mutation gipfelten; zu diesem Zeitpunkt war Mike Brown Sänger der Band, als Schlagzeuger hatte sich Michael Salkind von der lokalen Band The Aborted gefunden. In dieser Besetzung wurde ein weiteres Demo aufgenommen, das von Bert Queiroz (Untouchables) produziert wurde. Mit vier der aufgenommenen Titel war die Band auf dem Sampler Mixed Nuts Don't Crack vertreten, der sechs Bands der noch jungen Washingtoner Hardcoreszene präsentierte. Ende 1982 wechselte Salkind zu No Trend; neuer Schlagzeuger wurde Bill Fox, der mit den Brüdern John und Jay Fox nicht verwandt ist. In der Besetzung Brown-Fox-Fox-Fox wurde 1983 die EP Fugitive Family aufgenommen, für die John Fox und Lee West von der Richmonder Band Always August ein eigenes Label namens DSI Records gründeten und mit Dischord Records kooperierten. DSI Records ist nach dem ersten Namen der Band benannt und veröffentlichte bis Mitte der 1990er Jahre Tonträger für die Washingtoner Hardcoreszene.
1984 verließ Bill Fox die Band, um bei der ebenfalls auf DSI Records beheimateten Band Malefice zu spielen, deren Streetpunk ihm musikalisch mehr zusagte als der komplexere Hardcore von United Mutation. Als Ersatz konnte Steve Kirkland gewonnen werden, der für die Band ein alter Bekannter war: Er gehörte zum ersten Line-up von Dark Self Image, hatte sich aber noch vor der Professionalisierung der Band von ihr getrennt, um in diversen Hair-Metal-Bands zu spielen, deren Musikstil damals größere Popularität versprach als der im Underground verwurzelte Hardcore. Als Schwarzer wurde Kirkland in der Hair-Metal-Szene aber nicht akzeptiert, so dass er 1984 zu seinen Wurzeln zurückkehrte. In der Besetzung Brown-Fox-Fox-Kirkland spielte die Band ein weiteres Demo ein, von dem ein Track auf dem Sampler Bouncing Babies des renommierten Labels Fountain of Youth erschien, und veröffentlichte 1985 die EP Rainbow Person über ihr eigenes Label. Zu dieser Zeit tourte die Band recht intensiv und gab landesweit Konzerte, u. a. mit den Butthole Surfers, den Dead Kennedys, Flipper, MDC und den Meatmen.
Ende der 1980er Jahre machte sich in der Band Frust über die Gewalt bei Hardcore-Konzerten breit. 1988 verließ John Fox die Band, um sich in Vollzeit um das DSI-Label zu kümmern. Sänger Mike Brown spielte bereits parallel zu seiner Tätigkeit bei United Mutation gemeinsam mit Bert Queiroz und Richard Moore von den Untouchables und Steve Hansgen von Minor Threat in der Band Second Wind, in der er den Part des Schlagzeugers nach dem Weggang von John Fox bei United Mutation fest übernahm. United Mutation zerbrach, und Jay Fox und Steve Kirkland gründeten mehrere unbedeutende, lokale Bands. Da United Mutation mehrere Demos aufgenommen hatte, war bei Auflösung der Band noch viel Material vorhanden, das nie in regulären Vertriebskanälen gelandet war. Das Hamburger Label Bitzcore sicherte sich die Rechte an diesem Material und veröffentlichte 1989 ein reguläres Album, das die beiden EPs von 1983 und 1985 sowie diverse unveröffentlichte Studio- und Liveaufnahmen enthielt. Das ebenfalls deutsche Label Lost and Found Records veröffentlichte in den 1990er Jahren zwei EPs, die ausgewählte Titel der Demos sowie einige Livemitschnitte enthielten. Mitte der 1990er Jahre reformierten Jay und John Fox sowie Kirkland mit Gastmusikern die Band für einige Liveauftritte. Eine weitere Zusammenarbeit ergab sich nicht. 1997 veröffentlichte Lost and Found ein weiteres Best-Of-Album.
Bassist Jay Fox spielte in den 2000er Jahren bei Anesthesia, einer der wenigen antarktischen Bands.

## Stil
United Mutation wird dem D.C. Hardcore zugerechnet; die Band war mit vielen der Dischord-Bands befreundet, spielte gemeinsam mit ihnen Konzerte und war auf D.C.-Hardcore-Samplern vertreten. Zeit ihres Bestehens standen sie aber etwas im Abseits, da ihre Heimatregion nicht in Washington selbst lag und da die Mitglieder der Band im Gegensatz zu den Mitgliedern vieler Dischord-Bands nicht straight edge lebten. Das Ox-Fanzine bezeichnete die Musik der Band als „rauhen, düsteren Knüppel-Hardcore“, die Antarctic Sun sah eine „Kanalisierung von Wut über die Gesellschaft in Musik“. Sputnik Music hebt in einer Rezension der EP Rainbow Person zwei Aspekte der Musik der Band hervor: Sie verfüge über einen für die damalige Hardcoreszene „unnachahmlichen“ Sound, indem sie Konventionen über Bord werfe und weitschweifende, melodische Musik schaffe, während insbesondere der D.C. Hardcore sonst von Geschwindigkeit und Aggression in der Musik geprägt sei. Dem gegenüber stehe als ein weiteres Alleinstellungsmerkmal der „unmenschliche“ Gesang Mike Browns, dessen „gutturales Gebrülle“ eine in der damaligen Szene einzigartige „urtümliche Bösartigkeit“ verkörpere. Das Vice-Magazin verglich die Musik der Band indirekt mit der der Germs und bezeichnete United Mutation als „Legende“. Im virtuellen Washingtoner Punkarchiv 30 Under DC wird die Musik der ersten EP als „Kuddelmuddel“ bezeichnet – die Band sei zu bemüht darin, extrem laut und extrem schnell sein zu wollen. Mit der zweiten EP habe die Band sich aber zu einer „wunderbar lärmigen“ Band weiterentwickelt.
Die Band selbst gibt unter anderem Psychedelic-Rock-Bands wie Grateful Dead oder Jefferson Airplane sowie Hawkwind und Captain Beefheart als Einflüsse an.

“We were doing what we knew best: fusing hardcore with acid rock. Rainbow Person was the culmination of this concept; it was all about us emulating Hawkwind as a DCHC band.”

„Wir haben das gemacht, was wir am besten konnten: Hardcore und Acid Rock verschmelzen. Rainbow Person war der Höhepunkt dieses Konzepts; es ging uns darum, als D.C.-Hardcore-Band Hawkwind nachzubilden.“

## Diskografie
- 1983: Fugitive Family (EP, DSI Records/Dischord Records)
- 1985: Rainbow Person (EP, DSI)
- 1989: Freaks Out (Bitzcore)
- 1990: Insanity / Kyo Ki (EP, Lost and Found Records)
- 1991: Götterdämmerung (EP, Lost and Found)
- 1997: United Mutation (Lost and Found)